# Bohušický potok
Bohušický potok je pravostranný přítok říčky Sázavky v okrese Havlíčkův Brod v Kraji Vysočina. Délka jeho toku činí 4,0 km.

## Průběh toku
Potok pramení severozápadně od Druhanova v nadmořské výšce okolo 500 m. Po celé své délce teče převážně jižním směrem. Do Sázavky se vlévá na jejím 0,6 říčním kilometru ve Světlé nad Sázavou v nadmořské výšce okolo 395 m.

### Větší přítoky
Potok nemá žádné větší přítoky.

### Rybníky
Ve Světlé nad Sázavou se na pravostranném bezejmenném přítoku nachází Bohušický rybník, jehož katastrální výměra činí 0,69 ha.